# District de Nuwakot
Le district de Nuwakot (en népalais : नुवाकोट जिल्ला) est l'un des 77 districts du Népal. Il est rattaché à la province de Bagmati. La population du district s'élevait à 246 053 habitants en 2011.

## Histoire
Il faisait partie de la zone de Bagmati et de la région de développement Centre jusqu'à la réorganisation administrative de 2015 où ces entités ont disparu.

## Subdivisions administratives
Le district de Nuwakot est subdivisé en 12 unités de niveau inférieur, dont 2 municipalités et 10 gaunpalikas ou municipalités rurales.
| #  | Nom         | Nom en népalais | Type         | Population (2011) | Superficie (km2) |
| -- | ----------- | --------------- | ------------ | ----------------- | ---------------- |
| 1  | Bidur       | विदुर             | municipalité | 54 351            | 130,01           |
| 2  | Belkotgarhi | बेलकोटगढी          | municipalité | 39 888            | 155,6            |
| 3  | Kakani      | ककनी             | gaunpalika   | 27 073            | 87,97            |
| 4  | Kispang     | किस्पाङ            | gaunpalika   | 14 861            | 82,57            |
| 5  | Tadi        | तादी              | gaunpalika   | 17 932            | 69,8             |
| 6  | Tarakeshwar | तारकेश्वर          | gaunpalika   | 15 719            | 72,62            |
| 7  | Dupcheswar  | दुप्चेश्वर          | gaunpalika   | 22 106            | 131,62           |
| 8  | Panchkanya  | पञ्चकन्या          | gaunpalika   | 15 945            | 53,47            |
| 9  | Likhu       | लिखु              | gaunpalika   | 16 852            | 47,88            |
| 10 | Mygang      | म्यगङ            | gaunpalika   | 13 479            | 97,83            |
| 11 | Shivapuri   | शिवपुरी            | gaunpalika   | 20 769            | 101,5            |
| 12 | Suryagarhi  | सुर्यगढी           | gaunpalika   | 16 800            | 49,09            |

## Galerie

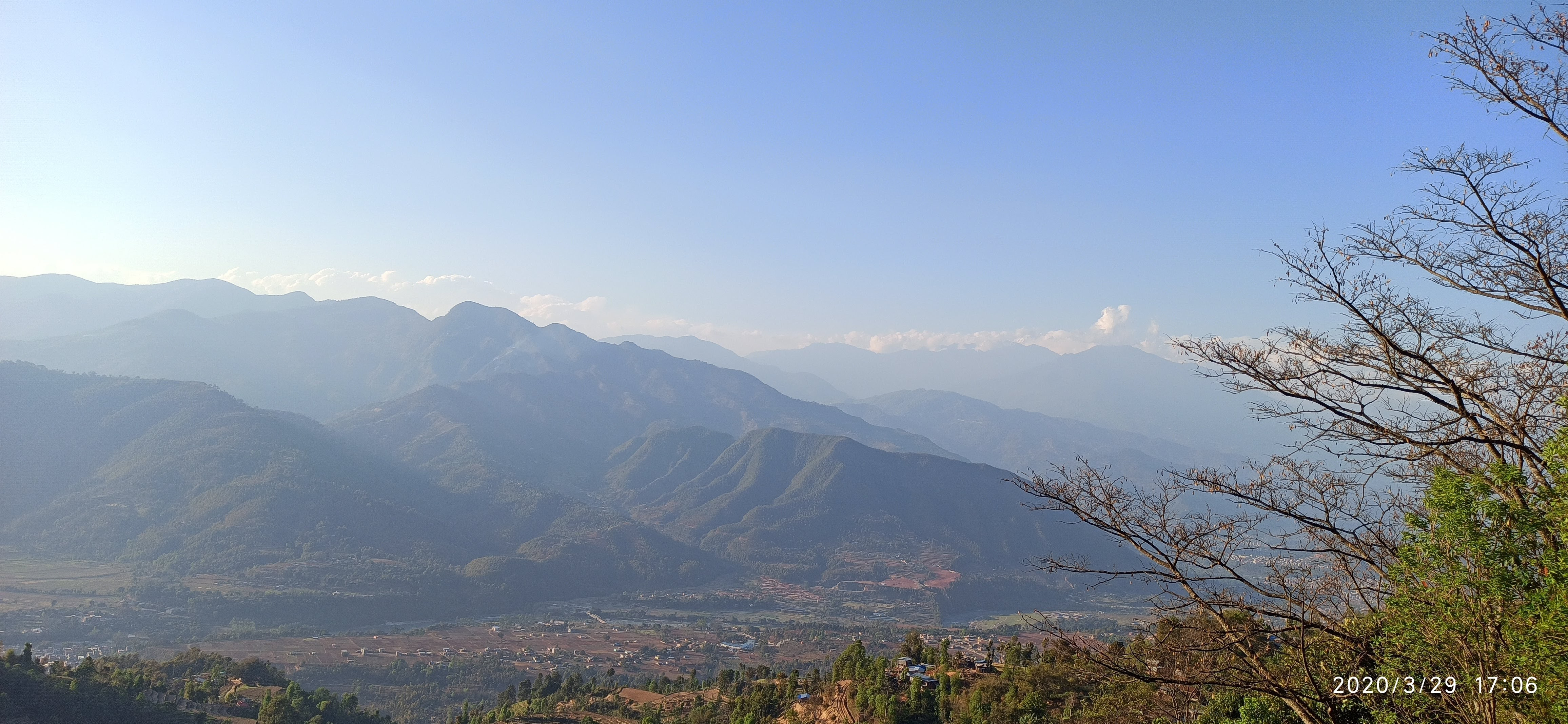
Une vue de la vallée de Nuwakot
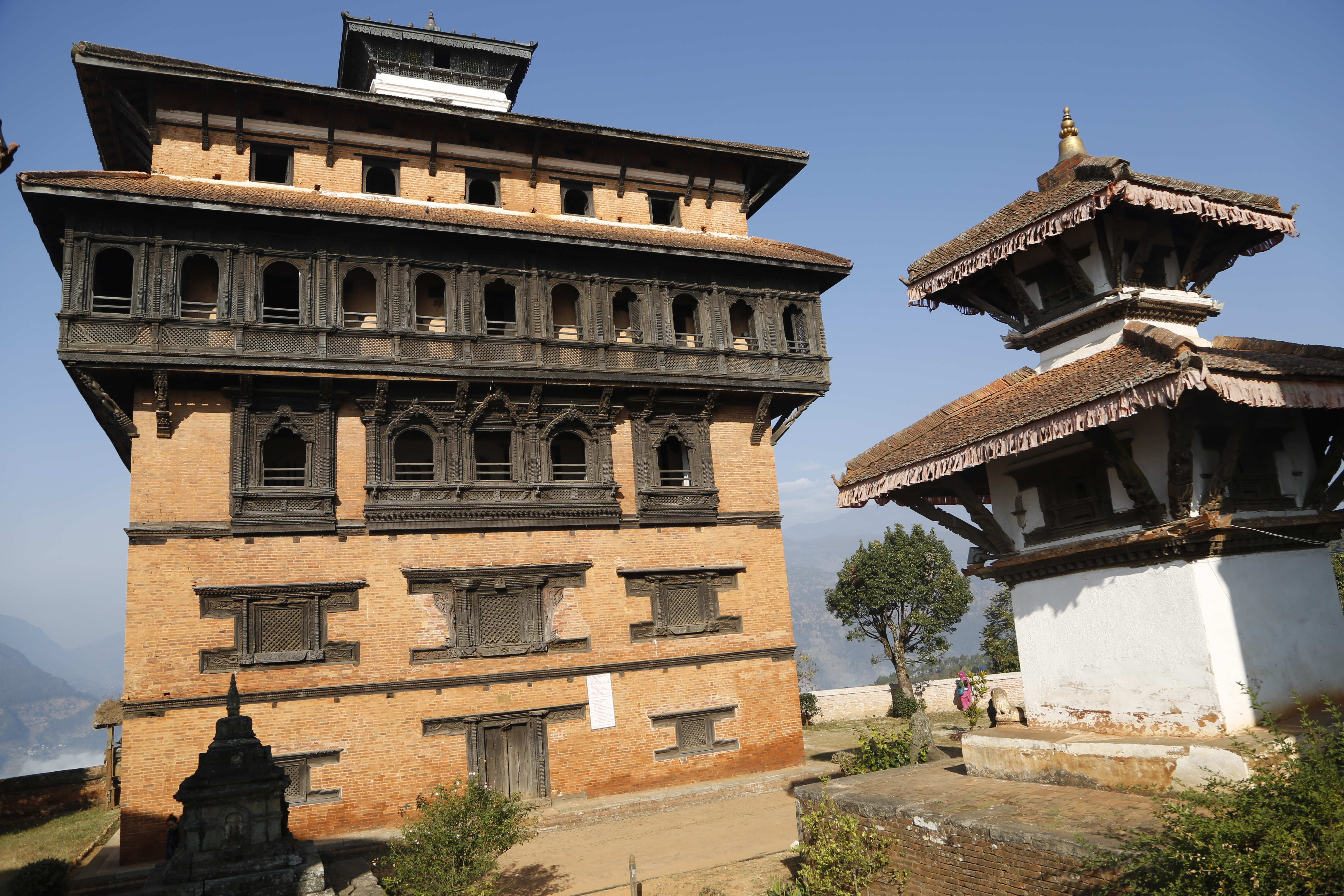
Ancien palais près de Nuwakot
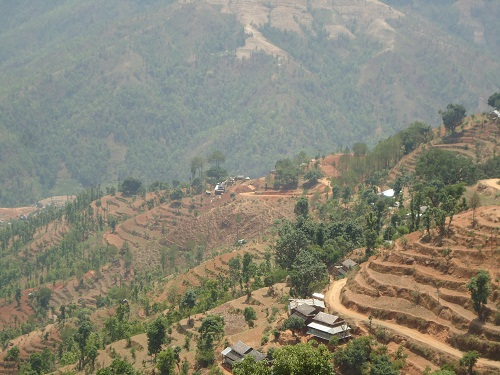
Cultures en terrasses dans la région
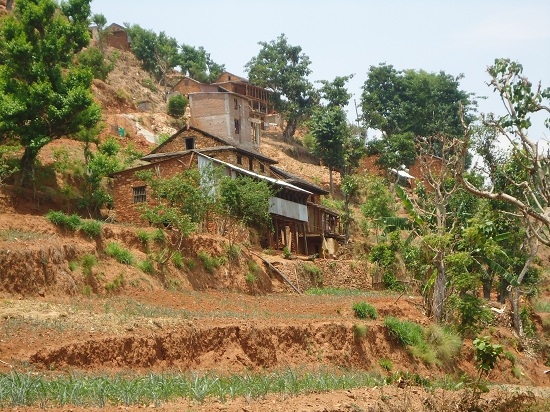
Habitat paysan